# Dekstrometorfan/bupropion
Dekstrometorfan/bupropion (Auvelity) lijek je iz skupine antidepresiva. Sadrži aktivne sastojke dekstrometorfan i bupropion. Radi se o novom antidepresivu s rapidnim učinkom na puni raspon depresivnih simptoma. Ima razne mehanizme djelovanja, među kojima su antagonizam NMDA receptora, agonizam σ-1 receptora, antagonizam nikotinskih i acetilkolinskih receptora, inhibicija transportera serotonina te inhibicija ponovne pohrane noradrenalina i dopamina.
Nuspojave uključuju vrtoglavicu, glavobolju, proljev, somnolenciju, suha usta i hiperhidrozu (pretjerano znojenje), uz malenu mogućnost seksualne disfunkcije.[nedostaje izvor] Točan mehanizam djelovanja u liječenju depresivnih simptoma nije poznat.
Dekstrometorfan/bupropion razvila je farmaceutska tvrtka Axsome Therapeutics. Odobren je za korištenje u Sjedinjenim Državama u kolovozu 2022.